# Carl Graebe

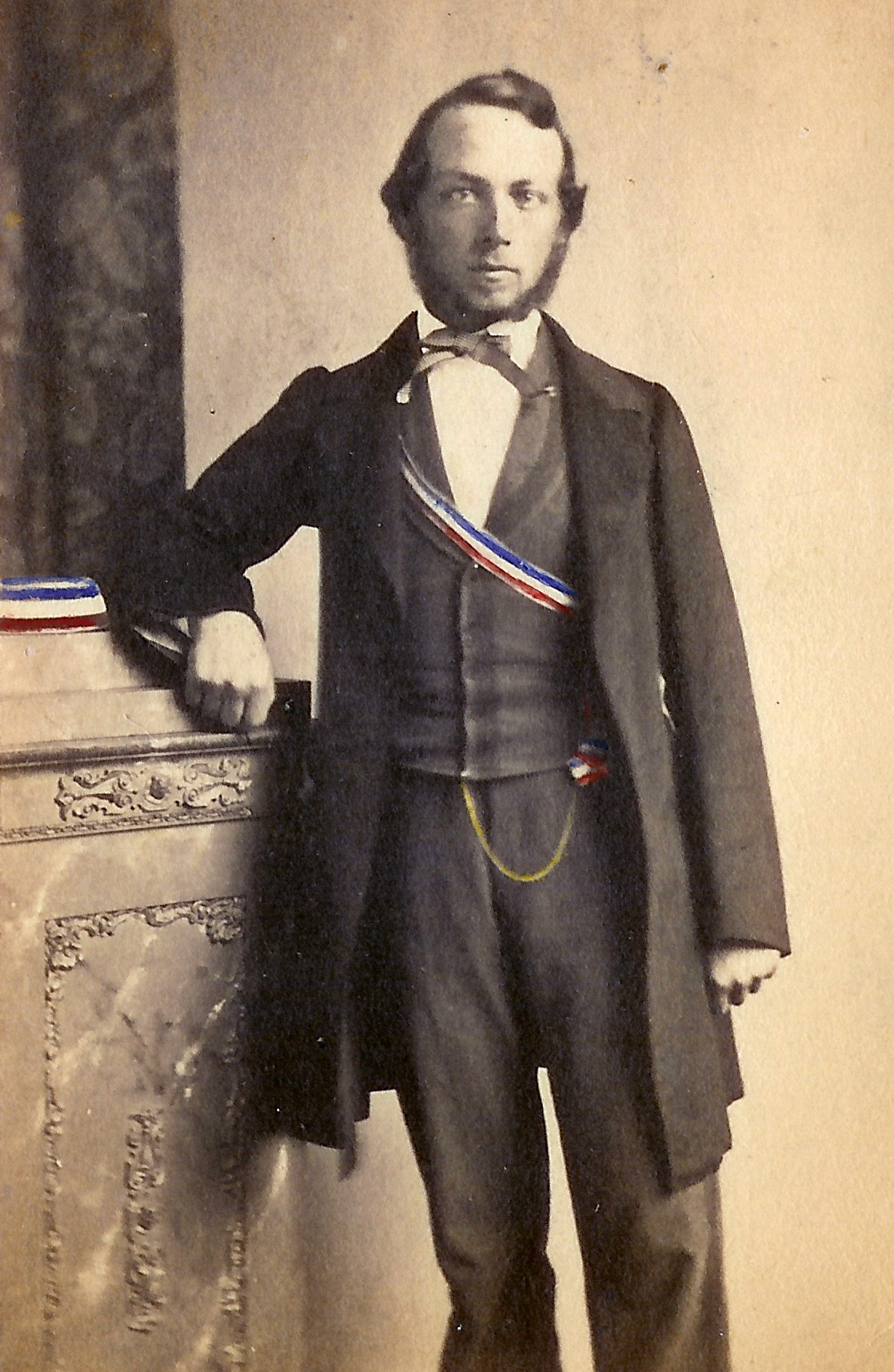
Carl Graebe 1860 zu seiner Studentenzeit in den damaligen Farben der Karlsruher Burschenschaft Teutonia.

Carl James Peter Graebe (auch: Gräbe, * 24. Februar 1841 in Frankfurt am Main; † 19. Januar 1927 ebenda) war ein deutscher Chemiker. Zusammen mit Carl Liebermann gelang ihm 1868 die Strukturaufklärung und Synthese des Alizarins.

## Biografie
Graebe war der älteste Sohn des Frankfurter Handelsmanns und kurhessischen Konsuls Carl Graebe (1797–1879), der viel für Frankfurt-Praunheim getan hat; nach seinem Vater ist dort die Graebestraße benannt.

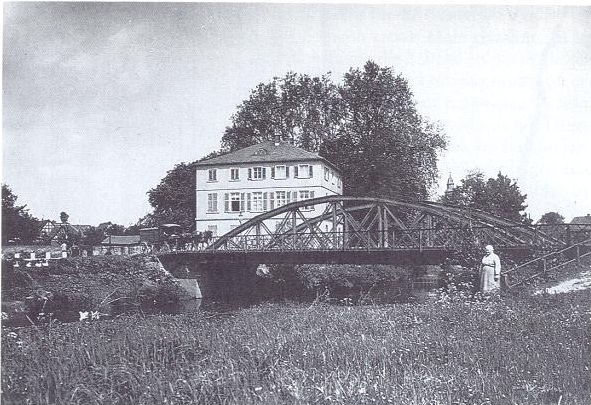
Haus Graebe in Praunheim um die Jahrhundertwende 19./20. Jhd.

Graebe besuchte die Abel- und Simonsche Lehr- und Erziehungsanstalt für Knaben und die höhere Gewerbeschule in Frankfurt. 1858 begann er ein Maschinenbaustudium am Polytechnikum in Karlsruhe. 1860 wechselte er nach Heidelberg, wo er bei Robert Wilhelm Bunsen Chemie studierte. Nach der Promotion 1862 setzte er seine Studien in Marburg fort.
1864 trat er als zweiter Chemiker in die Farbwerke Meister Lucius und Brüning in Höchst ein. Ihm oblag die Aufsicht über die damals noch kleine Fuchsin-Fabrikation. Daneben stellte er Versuche an über die Gewinnung von Jod-Violett, die im weiteren Verlauf zur Entdeckung des Jod-Grüns führten. Aber durch die Arbeiten mit Jod zog sich Graebe eine langwierige Augennetzentzündung zu und verließ deshalb die Fabrik bald wieder. Nach einer kurzen Zeit als Büroassistent in der Papierfabrik Flinsch trat er eine Italienreise an.
Nach seiner Rückkehr 1865 kam er zu Adolf von Baeyer, der damals Professor an der Gewerbeakademie in Berlin war. Es war das Jahr, in dem Friedrich August Kekulé von Stradonitz (1829–1896) mit der neuen Theorie der Zusammensetzung des Benzols, bahnbrechend für die organische Chemie, in die Öffentlichkeit trat. Graebe griff Probleme aus dem Gebiet der Benzolchemie auf. Man verdankt Graebe den Nachweis der Konstitutionsformel des Naphthalins und die Erforschung der Chinone. Diese Arbeiten brachten ihn 1868 zusammen mit Carl Liebermann zur Ermittlung der chemischen Struktur des orange-roten Farbstoffs Alizarin. Diese erste Synthese eines Naturfarbstoffes hat das Ansehen der jungen deutschen Farbindustrie in der Welt außerordentlich gestärkt. 1869 meldeten die beiden die Herstellung von Alizarin aus Anthracen in Preußen (23. März 1869), Frankreich und England zum Patent an. Nachdem Verhandlungen mit den Höchster Farbwerken gescheitert waren, stellte die Badische Anilin- und Sodafabrik das synthetische Krapprot her. Graebe führte auch die ortho-, meta- und para-Nomenklatur für Substitutionsmuster am Benzolring ein.
1868 habilitierte Graebe sich und wurde 1869 Privatdozent in Leipzig. Von 1870 bis 1877 war er ordentlicher Professor der Chemie in Königsberg (Preußen) und von 1878 bis 1906 in Genf. Nach seinem Rücktritt vom Lehramt hat sich Graebe in Frankfurt geschichtlichen Aufgaben zugewandt.

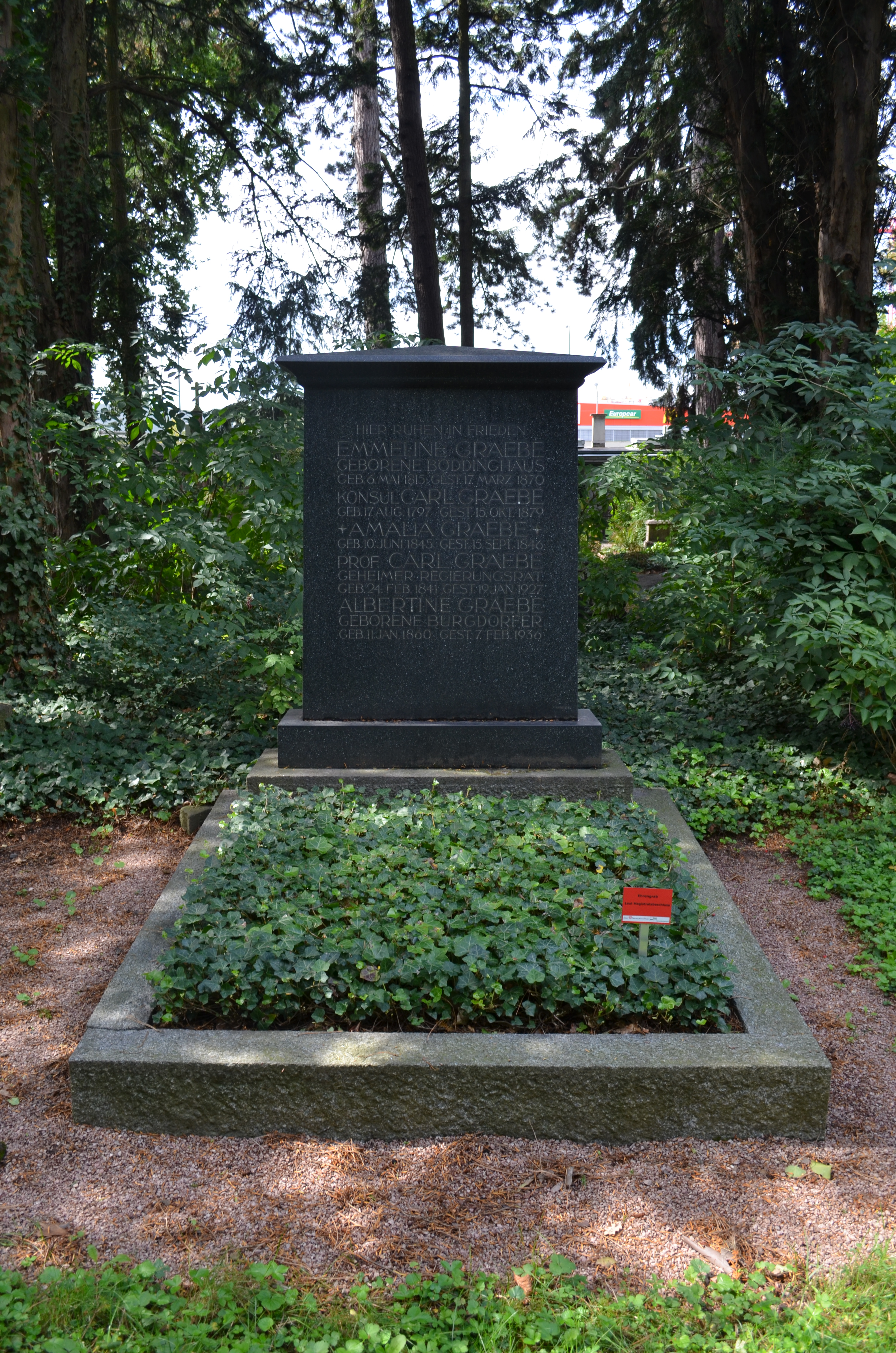
Grab von Carl Graebe

Graebe war Geheimer Regierungsrat, mehrfach mit der Ehrendoktorwürde ausgezeichnet und Inhaber höchster wissenschaftlicher Auszeichnungen, darunter 1911 der Lavoisier-Medaille der Société chimique de France. Er war Mitglied, Ehrenmitglied und korrespondierendes Mitglied zahlreicher wissenschaftlicher Vereine, darunter seit 1907 Präsident der Deutschen Chemischen Gesellschaft. Am 13. November 1887 (Matrikel-Nr. 2691) wurde er in die Deutsche Akademie der Naturforscher Leopoldina aufgenommen. Seit 1907 war er korrespondierendes Mitglied der Preußischen Akademie der Wissenschaften und seit 1913 der Académie des sciences in Paris.
Er veröffentlichte 1920 das wissenschaftsgeschichtliche Werk Geschichte der organischen Chemie. Sein Ehrengrab befindet sich auf dem Frankfurter Hauptfriedhof.

## Weiteres Wirken
Nach ihm und Fritz Ullmann ist die Graebe-Ullmann-Synthese benannt.